# هيئة الصحة الدنماركية
هيئة الصحة الدنماركية هي كيان يتبع للدولة في الدنمارك ويخضع للفرز تحت إشراف وزارة الصحة. تأسست عام 1909 وتقع في كوبنهاغن في منطقة جزر بريج. تتنوع مجالات مسؤوليتها على نطاق واسع، بما في ذلك إنشاء سلامة المرضى والتنسيق ومراقبة تعزيز الصحة والوقاية من الأمراض والوظائف الاستشارية، وما إلى ذلك.
المدير العام الحالي هو سورين بروستروم.
في أغسطس 2015 أعلنت وزيرة الصحة صوفي لود أنها ستعزز التركيز على المهام الأساسية ومعالجة الحالات وتطوير المجال الصحي من خلال إنشاء أربع وكالات جديدة تحت إشراف وزارة الصحة الدنماركية: هيئة الصحة الدنماركية وسلامة المرضى الدنماركية وهيئة البيانات الصحية الدنماركية ووكالة الأدوية الدنماركية.